# 1870 na literatura

## Eventos
- Júlio Verne publica "Vinte Mil Léguas Submarinas".

## Nascimentos
| Data           | Nome                | Profissão                                      | Nacionalidade | Observações | Ref |
| -------------- | ------------------- | ---------------------------------------------- | ------------- | ----------- | --- |
| 21 de julho    | Agostinho de Campos | professor universitário, jornalista e escritor | Portugal      | m. 1944     |     |
| 27 de julho    | Hilaire Belloc      | escritor                                       | Inglaterra    | m. 1953     |     |
| 18 de Dezembro | Saki                | escritor                                       | Inglaterra    | m. 1916     |     |

## Mortes
| Data           | Nome                 | Profissão             | Nacionalidade | Observações | Ref |
| -------------- | -------------------- | --------------------- | ------------- | ----------- | --- |
| 9 de junho     | Charles Dickens      | romancista            | Inglaterra    | n. 1812     |     |
| 23 de setembro | Prosper Mérimée      | arqueólogo e escritor | França        | n. 1803     |     |
| 24 de novembro | Conde de Lautréamont | poeta                 | França        | n. 1846     |     |